# Archive.today
archive.today, dawniej archive.is – serwis on-line, który archiwizuje podane strony internetowe na żądanie. Powstał wiosną 2012 roku. 